# Зворотна термічна стратифікація
Зворотна термічна стратифіка́ція — збільшення температури в водоймах з глибиною (в межах від 0° до 4°С). Спостерігається зазвичай взимку в водоймах помірних ширіт, також пізньою осінню та ранньою весною. Для водоймищ полярних широт характерна весь рік.
В озерах, укритих кригою, зворотна термічна стратифікація змінюється на горизонтальну температурну неоднорідність, яка в свою чергу передує появі термічного бара.